# 1760-as évek
Évszázadok: 17. század · 18. század · 19. század
Évtizedek: 1710-es évek · 1720-as évek · 1730-as évek · 1740-es évek · 1750-es évek · 1760-as évek · 1770-es évek · 1780-as évek · 1790-es évek · 1800-as évek · 1810-es évek
Évek: 1760 · 1761 · 1762 · 1763 · 1764 · 1765 · 1766 · 1767 · 1768 · 1769

## Események és irányzatok
- kiűzik a jezsuitákat a dél-amerikai spanyol gyarmatokról, valamint Spanyolországból és Portugáliából
- Kína háborút vív Burma ellen
- az angolok elfojtják az indiai felkeléseket Bengáliában
- lezárul a hétéves háború, Anglia győzelmével Franciaországgal szemben
- Kanada és Indonézia angol gyarmattá válik
- Franciaország elveszti gyarmatait
- A genovai felkelés: kiverik a városból az osztrák katonaságot
- sapkások és kalaposok harca Svédországban

## A világ vezetői
- III. Musztafa (Oszmán Birodalom)
- III. György (Egyesült Királyság)
- XV. Lajos (Franciaország)
- V. Frigyes, VII. Keresztély (Dánia)
- III. Károly (Spanyolország)
- II. (Nagy) Frigyes (Porosz Királyság)
- Mária Terézia (Habsburg Birodalom)
- II. Katalin orosz cárnő (Orosz Birodalom)